# Логиново (Бокситогорский район)
Логиново — деревня в Ефимовском городском поселении Бокситогорского района Ленинградской области.

## Название
Происходит от фамилии «Логиновы».

## История
ЛОГИНОВО — деревня Логиновского общества, прихода села Озерева.

Крестьянских дворов — 18. Строений — 52, в том числе жилых — 24. 

Число жителей по семейным спискам 1879 г.: 52 м. п., 44 ж. п.; по приходским сведениям 1879 г.: 46 м. п., 40 ж. п.

В конце XIX — начале XX века деревня административно относилась к Тарантаевской волости 5-го земского участка 3-го стана Тихвинского уезда Новгородской губернии.

ЛОГИНОВО — деревня Логиновского общества, число дворов — 30, число домов — 49, число жителей: 63 м. п., 66 ж. п.; Занятия жителей: земледелие, лесные заработки. Озеро. Часовня. (1910 год)

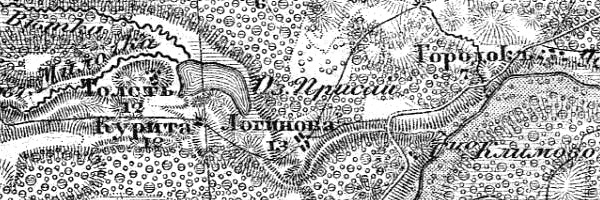
Деревня Логиново на карте 1912 года

Согласно военно-топографической карте Новгородской губернии издания 1912 года, деревня называлась Логинова и насчитывала 13 крестьянских дворов.
С 1917 по 1918 год деревня входила в состав Тарантаевской волости Тихвинского уезда Новгородской губернии.
С 1918 года, в составе Череповецкой губернии.
С 1924 года, в составе Соминской волости Устюженского уезда.
С 1927 года, в составе Логиновского сельсовета Ефимовского района.
В 1928 году население деревни составляло 144 человека.
По данным 1933 года деревня Логиново являлась административным центром Логиновского карельского национального сельсовета Ефимовского района, в который входили 6 населённых пунктов: деревни Дятелка, Коростелево, Курята, Логиново и выселок Климово, общей численностью населения 550 человек.
С 1939 года, в составе Турандинского сельсовета.
С 1954 года, в составе Озеревского сельсовета.
С 1965 года в составе Бокситогорского района.
По данным 1966 и 1973 годов деревня Логиново также входила в состав Озеревского сельсовета.
По данным 1990 года деревня Логиново входила в состав Климовского сельсовета.
В 1997 году в деревне Логиново Климовской волости проживали 14 человек, в 2002 году — 23 человека (все русские).
В 2007 году в деревне Логиново Климовского СП проживали 7 человек, в 2010 году — 13.
В мае 2019 года Климовское сельское поселение вошло в состав Ефимовского городского поселения.

## География
Деревня расположена в южной части района на автодороге 41К-278 (Климово — Забелино).
Расстояние до деревни Климово — 1 км.
Расстояние до ближайшей железнодорожной станции Ефимовская — 47 км. 
Деревня находится близ восточного берега Толстинского озера.

## Демография
| 1997 | 2002 | 2007 | 2010 | 2017 |
| ---- | ---- | ---- | ---- | ---- |
| 14   | ↗23  | ↘7   | ↗13  | ↗17  |

## Инфраструктура
На 1 января 2013 года в деревне числилось 7 домохозяйств.

## Достопримечательности
- Карсикко — поминальная сосна тихвинских карел с обрубленными ветвями[21]